# Double Détente (film, 1945)
Pour le film de 1988, voir Double Détente.
Série Bugs Bunny
The Unruly Hare
(1945) Hare Conditioned
(1945)
Pour plus de détails, voir Fiche technique et Distribution.
Double Détente, ou Un tireur d’élite  (Hare Trigger), est un cartoon réalisé par Friz Freleng, sorti en 1945.
Il met en scène Bugs Bunny et pour la première fois Sam le pirate.

## Synopsis
Nous retrouvons Bugs Bunny en lapin postal en train, vautré dans les colis à chanter avec une mandoline. Nous découvrons un nouveau personnage, Sam le pirate, petit et colérique. Il se frotte à Bugs lorsqu'il commence à piller le fourgon postal et Bugs finit par le provoquer lorsque Sam essaye de dessiner un pistolet. Après une course-poursuite dans le train, Bugs fait croire à Sam qu'il est touché et en train de mourir avant de l'attirer dans un saloon où une bagarre a lieu. Sam finit par capturer Bugs mais devant un cartoon nous disant "Est-ce la fin de Bugs Bunny", ce dernier finit par ligoter Sam.